# 아쿠타미 게게
아쿠타미 게게(일본어: 芥見 下々 あくたみ げげ[*], 1992년 2월 26일 ~ )는 일본의 만화가로 이와테현 출신이다. 대표작은 2018년부터 주간 소년 점프에서 연재중인 《주술회전》이 있다.

## 내력
소년기부터 주간 소년 점프 (슈에이샤)의 애독자이며, 특히 쿠보 타이토의 연재 만화 블리치의 열렬한 팬이었다. 초등학교 5학년 무렵, 전학을 간 학교에 점프 잡지를 좋아하는 동급생이 있어서 그륩을 형성해 그림을 그리며 만화가가 되는 꿈을 생각하기 시작한다.
그 후에도 아마추어로서 만화를 계속 그리다가, 고등학교 졸업 이후 진로에 프로 만화가를 지망한다. 작품의 투고처가 주간 소년 점프 (슈에이샤) 또는 월간 애프터눈 (고단샤). 총 두 가지 선택이었지만 본인에게 익숙한 점프를 선택하여, 이후 현재까지 슈에이샤와의 인연이 계속되게 되었다.

## 인물
얼굴 내밀기를 NG로 사용하며, 주술회전 연재 당시 오너캐는 외눈박이 고양이.
카노우 야스히로의 어시스턴트를 맡았다.
호러 장르의 작품들은 무엇이든 좋아하는 편이다. 좋아하는 공포 소설은 히라야마 유메아키의『이상 쾌락 살인』, 잭 케첨의 『오프 시즌』, 호러 영화는 『겟・아웃』과 아리 에스터 감독의 영화 『유전 (영화)』을 예시로 들고 있다.

## 작품 목록
굵은 글씨는 연재 작품.

- 쿠마시로 수사 (神代捜査) (『소년 점프 NEXT!!』, 2014년 vol.2) - 데뷔작.
- No.9 (『소년 점프 NEXT!!』, 2015년 vol.2)
- No.9 (『주간 소년 점프』, 2015년 46호)
- 2계 범해 바라발 주라 (二界梵骸バラバルジュラ) (『주간 소년 점프』, 2016년 44호)
- 도쿄 도립 주술 고등전문학교 - 주술회전의 프리퀄 만화（『점프 GIGA』 2017년 vol.1 - 2017년 vol.4）
- 주술회전（『주간 소년 점프』, 2018년 14호, 연재 중)

## 관련 인물
- 요다 미즈키 (依田 瑞稀) - 어시스턴트[8]